# Ottokar Czernin
Ottokar Czernin von und zu Chudenitz gróf (teljes neve német formában Ottokar Theobald Otto Maria Graf Czernin von und zu Chudenitz, cseh névformában Otakar Theobald Otto Maria hrabě Černín z Chudenic), (Dimokur, 1872. szeptember 26. – Bécs, 1932. április 4.) cseh arisztokrata család tagja, politikus, valamint az Osztrák–Magyar Monarchia külügyminisztere volt az első világháború során, 1916–1918 között. Személyesen okolható azért, hogy 1918-ban minden béketárgyalási lehetőség kudarcba fulladt és a Birodalom összeomlott.

## Élete
Ottokar Czernin 1872. szeptember 26-án született a csehországi Dimokurban (ma Dymokury, Csehország) cseh arisztokrata család gyermekeként. 1895-ben a párizsi nagykövetség tagjaként az osztrák–magyar diplomáciai szolgálat tagja lett. 1899-ben Hágába helyezték át. 1903-ban a Bohémiai Landtag (tartományi parlament) tagja lett, ahol a konzervatívok táborát erősítette. 1907-ben  Ferenc Ferdinánd közeli tanácsadójaként ellenezte az általános választójog bevezetését Ausztriában és az arisztokrácia politikai hatalmának visszaszerzéséért küzdött. 1912-ben az osztrák felsőház örökös tagja lett. 1913-tól bukaresti követként három éven keresztül ismét diplomáciai szolgálatot látott el.
1916 decemberében, I. (IV.) Károly trónra lépése után, Czernint kinevezték az Osztrák–Magyar Monarchia külügyminiszterévé. Az első világháborúból való kilépési terveit azonban a német hadvezetés ellenállása, valamint a központi hatalmak katonai és gazdasági összefonódása megakadályozta. Külügyminiszteri pozícióját súlyosan érintették a breszt-litovszki béke során, az újonnan függetlenné vált Ukrajna javára tett területi engedmények, 1918 februárjában. 1918 áprilisában a Sixtus-ügy miatt, amellyel IV. Károly az Osztrák–Magyar Monarchia antanttal való különbékéjét akarta elérni, s amelyet Czernin nem ismert részletesen, távozásra kényszerült. A háború után, 1920–1923 között a nemzetgyűlés tagja volt Ausztriában. 1932. április 4-én hunyt el Bécsben.

## Magyarul megjelent művei
- Emlékeim Tisza István grófról; Enciklopédia, Bp., 1925